# Курбан (коммуна)
Курба́н (фр. Courban) — коммуна во Франции, находится в регионе Бургундия. Департамент коммуны — Кот-д’Ор. Входит в состав кантона Монтиньи-сюр-Об. Округ коммуны — Монбар.
Код INSEE коммуны — 21202.

## Население
Население коммуны на 2010 год составляло 167 человек.
| 1962 | 1968 | 1975 | 1982 | 1990 | 1999 | 2010 |
| ---- | ---- | ---- | ---- | ---- | ---- | ---- |
| 246  | 213  | 201  | 195  | 142  | 147  | 167  |

## Экономика
В 2010 году среди 99 человек трудоспособного возраста (15—64 лет) 71 были экономически активными, 28 — неактивными (показатель активности — 71,7 %, в 1999 году было 77,2 %). Из 71 активных жителей работали 64 человека (39 мужчин и 25 женщин), безработных было 7 (3 мужчин и 4 женщины). Среди 28 неактивных 4 человека были учениками или студентами, 15 — пенсионерами, 9 были неактивными по другим причинам.